# Ernst Müller (Kunstsammler)

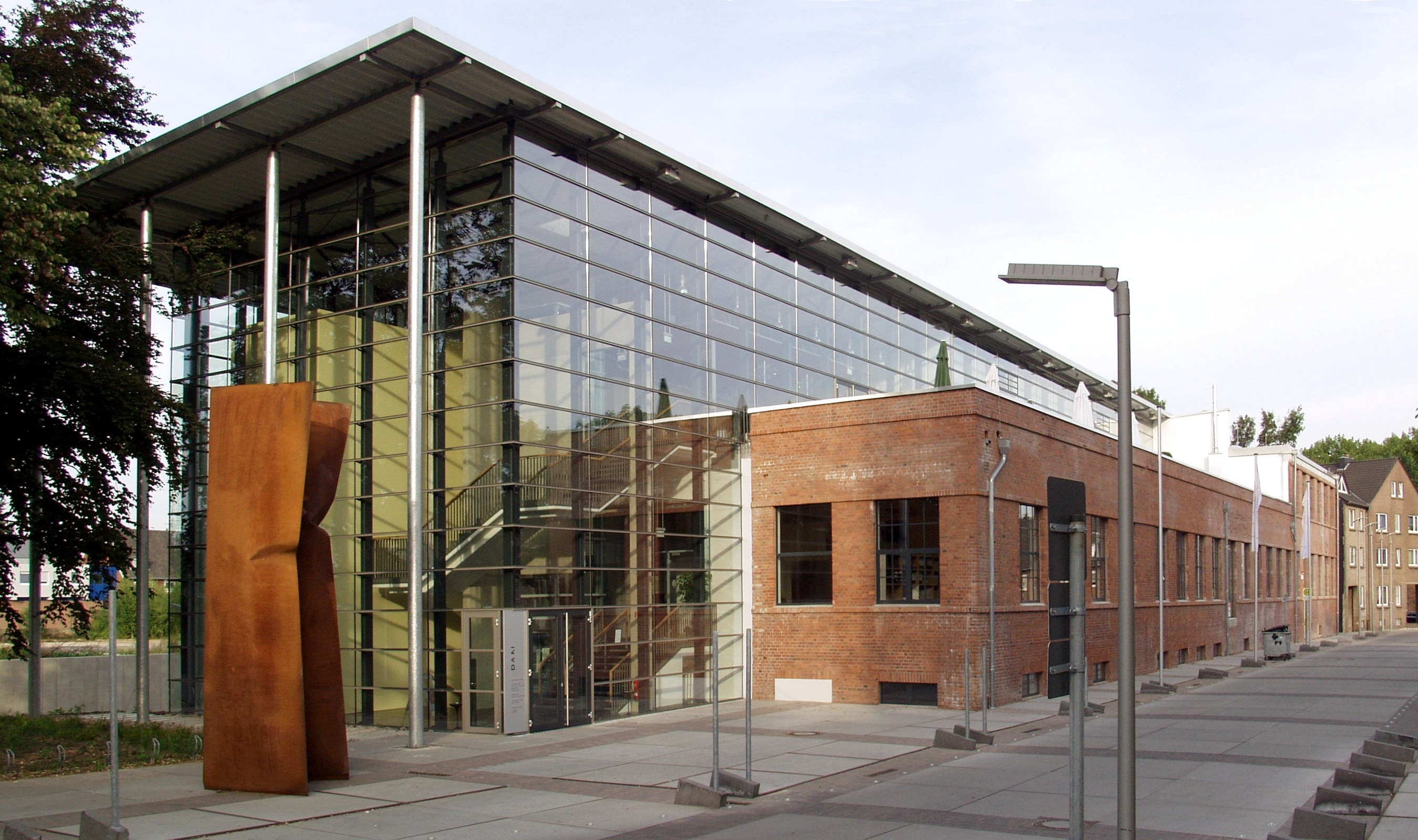
Das aus der Plakatsammlung von Ernst Müller entstandene PAN-Kunstforum in Emmerich.

Ernst Müller (* 1926; † 1993) war ein deutscher Lehrer und Kunstsammler. Er trug  eine umfangreiche Plakatsammlung zusammen, organisierte regelmäßige Plakatausstellungen und schuf so die Voraussetzungen für das heutige PAN-Kunstforum Niederrhein in Emmerich.

## Leben und Werk
Ernst Müller übernahm 1963 die Leitung der Katholischen Aldegundis-Volksschule und 1968 die der Martini-Grundschule in Emmerich. Von 1961 bis 1964 war er Mitglied des Rates der Stadt Emmerich.
Veranlasst durch den großen Erfolg einer Emmericher Plakatausstellung funktionierte Müller 1968 die Aula der Martinischule zu einer ständigen Ausstellung moderner Plakatkunst um, die anfangs nur für die Schüler gedacht war, sich aber bald zu einer Sammlung von öffentlichem Interesse entwickelte und 1972 ihre erste öffentliche Ausstellung mit Werken von Holger Matthies veranstaltete. Für die Unterstützung seiner Initiative konnte Müller in kurzer Zeit namhafte deutsche Plakatkünstler wie HAP Grieshaber, Walter Tafelmaier und Jürgen Spohn gewinnen, außerdem bald auch namhafte ausländische Künstler wie Boris Bucan, Roman Ciesclewicz und Ralf Prins.
Müller erhielt für sein Plakatmuseum Martinischule zunächst kaum Unterstützung aus öffentlichen Mitteln, sondern er finanzierte Kataloge, Werbeplakate und weitere Werbemittel privat, während die Stadt Emmerich die Kosten für Programme und Einladungen übernahm.
Das zwanzigjährige Jubiläum des Museums wurde im Mai 1988 mit einer großen Ausstellung Hommage an das Plakat begangen, unter Beteiligung von 23 Künstlern aus aller Welt, die seit 1968 in der Martinischule ausgestellt hatten. Die Sammlung umfasste zu dieser Zeit bereits weit über 50.000 Exponate. 1988 fand die Sammlung unter dem neuen Namen PAN Plakatmuseum am Niederrhein ein vorübergehendes Domizil im Stadttheater Emmerich. Exponate wurden dort in dem hierzu vollständig umgewidmeten Foyer des Theaters, aber auch an weiteren Ausstellungsorten in Emmerich und Umgebung gezeigt.
1990 wurde Müller mit dem Rheinlandtaler des Landschaftsverbandes Rheinland ausgezeichnet. Er verstarb noch vor der im Oktober 1993 eröffneten Jubiläumsausstellung zum 25-jährigen Bestehen, an der sich unter anderem Klaus Staeck, Boris Bucan, Feliks Büttner, Michael Mathias Prechtl und Uwe Loesch beteiligten. Der Bestand hatte zu dieser Zeit die Zahl von 80.000 Exponaten überschritten.

## Nachleben
Nach seinem Tod veranstaltete das Kulturamt Emmerich 1994 eine Ausstellung In memoriam Ernst Müller, an der sich zahlreiche Künstler mit Plakaten zum Gedenken an Ernst Müller beteiligten.
Im selben Jahr entstand der PAN Förderverein des Plakatmuseums am Niederrhein e.V. , dem die Erben Müllers dessen Sammlung als Dauerleihgabe überließen, und der sich in den folgenden Jahren in Verhandlungen mit Sponsoren und Behörden und mit publikumswirksamen Ausstellungen dafür einsetzte, in den seit den 1980er-Jahren als „Kulturfabrik“ genutzten Räumlichkeiten der ehemaligen Schokoladenfabrik Lohmann das Plakatmuseum als dauerhafte Einrichtung zu etablieren. 1998 fasste der Rat der Stadt Emmerich den Beschluss, hierzu den alten Querriegel des Lohmanngebäudes in einen geeigneten Museumsbau umbauen zu lassen. Infolgedessen wurde die Sammlung von den Erben umgewandelt in eine „Stiftung Plakatmuseum am Niederrhein - Sammlung Ernst Müller“, die Ende 1999 von der Bezirksregierung Düsseldorf die Anerkennung erhielt. 2001 kam es zur Grundsteinlegung und zum Abschluss des Pachtvertrages zwischen der Stadt und dem PAN Förderverein.
Das Museumsprojekt erhielt nicht nur großzügige Förderung von Privatpersonen und örtlichen Unternehmen wie der Sparkasse Emmerich, sondern stieß auch auf einigen lokalen Widerstand, der dazu führte, dass eine Bürgerinitiative gebildet und dem Rat der Stadt im November 2001 eine Liste mit 7.503 Unterschriften gegen das als überflüssig und zu kostspielig empfundene Museum vorgelegt wurde. Trotz aller Widerstände konnte das Museum 2003 mit einer Eröffnungsausstellung unter dem Titel Summit unter Beteiligung von 45 Künstlern aus aller Welt neu eröffnet werden. Erster Museumsdirektor wurde Ernst Müllers Sohn Dr. Martin Müller. Seither bildet die Sammlung Ernst Müller an ihrem neuen Sitz den Kern des PAN-kunstforums Niederrhein.